# Maxchernes kapinawai
Espèce
Maxchernes kapinawai est une espèce de pseudoscorpions de la famille des Chernetidae.

## Distribution
Cette espèce est endémique du Pernambouc au Brésil. Elle se rencontre dans le parc national du Catimbau à Tupanatinga dans la grotte Caverna Meu Rei.

## Description
La femelle holotype mesure 2,43 mm et les mâles de 2,39 à 2,63 mm.

## Systématique et taxinomie
Cette espèce a été décrite par Bedoya-Roqueme, Tizo-Pedroso, Barbier et Araujo-Lira en 2022.

## Étymologie
Cette espèce est nommée en l'honneur des Kapinawá.

## Publication originale
- Bedoya-Roqueme, Tizo-Pedroso, Barbier & Araujo-Lira, 2022 : « A new cave-dwelling Maxchernes Feio, 1960 (Pseudoscorpiones: Chernetidae) from Brazil. » Studies on Neotropical Fauna and Environment, p. 1-11.